# Herb gminy Stary Dzierzgoń
Herb gminy Stary Dzierzgoń – jeden z symboli gminy Stary Dzierzgoń, ustanowiony w 2006. 
Do opracowania projektu herbu gminy przystąpiono w 2004. W październiku 2005 rozpisano konkurs, na który przysłano 4 prace. Komisja konkursowa, na czele z wójtem gminy Romanem Kulpą, w 2006 wybrała projekt autorstwa Tomasza Kipki z Radzionkowa. 

## Wygląd i symbolika
Herb przedstawia na tarczy typu hiszpańskiego koloru złotego czarne drzewo (dąb), umieszczone nad trzema błękitnymi falistymi liniami.
Autor projektu wyjaśnił symbolikę zawartych na herbie elementów. Całość nawiązuje do bogactwa gminy, jej rolniczego charakteru, siły tradycji oraz walorów krajobrazowych. Złota tarcza w heraldyce symbolizuje bogactwo, w herbie nawiązuje też do barwy zboża i rolniczego charakteru gminy. Czarny dąb, symbolizujący siłę i tradycję, nawiązuje do historii (plemienia Prusów) i kompleksów leśnych. Trzy linie to symbol rzeki Dzierzgoń oraz Pojezierza Iławskiego.